# Mamestra diffluens
Mamestra diffluens är en fjärilsart som beskrevs av Edward Alfred Cockayne 1952. Mamestra diffluens ingår i släktet Mamestra och familjen nattflyn. Inga underarter finns listade i Catalogue of Life.